# Daahir Riyaale Kaahin
Daahir Riyaale Kaahin je bývalý prezident samozvané republiky Somaliland. Stal se jím 3. května 2002 poté, co zemřel jeho předchůdce Muhammad Haji Ibrahim Egal. Reprezentující stranu Ururka Dimuqraadiga Umada Bahawday (UDUB) (Sjednocená demokratická lidová strana) vyhrál volby konané 14. dubna 2003. Do úřadu nastoupil 16. května 2003. Ve volbách v roce 2010 ho vystřídal Ahmed M. Mahamoud Silanyo

## Minulost
Narodil se v Quljeedu, v regionu Awdal a studoval v Mogadišu. Pochází z klanu Reer Dudub kmene Gadabursi. Jeho předchozí pozice zahrnují diplomatický post v somálském velvyslanectví v Džibuti, byl také ve zpravodajské službě, dále guvernérem Awdalu, podnikatelem a viceprezidentem Somalilandu v letech 1997–2002.